# Моника Сочко
Моника Сочко (на полски: Monika Soćko), с моминско фамилно име Бобровска, е полска шахматистка, гросмайстор. Тя е многократна шампионка на Полша и участничка в женския национален отбор на родината си.

## Шахматна кариера

### Индивидуална
През 2003 година на eвропейското първенство за жени в Турция, след изиграването на последния кръг, заема 3-5 място в класирането с Мари Себаг и Татяна Косинцева. Това ѝ дава право да участва в плейоф за определяне на носителя на бронзовия медал от първенството. Сочко губи своя мач срещу Мари Себаг с 0-2 точки, и това отрежда на полякината 5 място в крайното класиране.
През 2004 година става шампионка на Полша, след като побеждава в плейоф за титлата Ивета Райлич. През май участва на световното първенство за жени в Елиста, където е отстранена в първия кръг от Лилит Мкъртчан след плейоф. През ноември заема първо място на международния турнир „Акрополис“ в открития турнир за жени. Година по-късно защитава титлата си от същия турнир.
През март 2006 година участва на световното първенство в Екатеринбург, където е отстранен в първия кръг от китайката Дзю Уъндзюн. През юли участва в световната купа за жени в Дрезден, където е отстранена на четвъртфиналите от Каролина Лужан с 0-2 точки. През август заема второ място на турнира за жени в рамките на международния фестивал в Бил.
През март 2007 година спечелва бронзов медал от първенството за жени на Полша. През септември спечелва международния турнир за жени в Баку със 7 точки от 9 възможни.
През февруари 2008 спечелва полското първенство за жени с 9 точки от 11 възможни. Същата година участва на световното първенство за жени в Налчик, където отпада във втория кръг.
През август 2009 година спечелва турнира „Арктик Чес Челиндж“. След последния кръг заема 1-4 място с Рей Робсън, Мариан Петров и Емануел Берг. Победителят в турнира е определен чрез тайбрек.
През 2010 година спечелва бронзов медал от европейското първенство в Риека. През май губи мач срещу Bartlomiej Macieja с 0,5-3,5 точки, игран във Варшава. През декември участва на световното първенство за жени в Антакия, където е отстранена във втория кръг от Джу Чън. В последните дни на годината спечелва турнира за жени в Bethune.
През 2011 година е вицешампионка на Полша.
Сочко става международен майстор за жени през 1994 година и гросмайстор за жени през 1995 година. През 2008 година е удостоена с най-високото звание в шахмата – гросмайстор.

### Национален отбор
През юли 2004 година участва в мач между женските отбори на Унгария и Полша за „Купа Сегед“. Полша спечелва купата, а Сочко записва индивидуален резултат 4,5 точки от 8 възможни.

## Участия на шахматни олимпиади
Сочко участва на седем шахматни олимпиади. Изиграва 78 партии, постигайки в тях – 34 победи, 25 ремита и 19 загуби. През 2002 година става носителка на бронзов отборен и златен медал на трета дъска.
| Година | Организатор | Отбор | Класиране (отборно) | Дъска |
| 1994   | Москва      | Полша | 20                  | Трета |
| 1996   | Ереван      | Полша | 9                   | Втора |
| 1998   | Елиста      | Полша | 11                  | Първа |
| 2000   | Истанбул    | Полша | 14                  | Първа |
| 2002   | Блед        | Полша | 3                   | Трета |
| 2004   | Калвия      | Полша | 10                  | Втора |
| 2008   | Дрезден     | Полша | 5                   | Първа |

## Личен живот
Моника Сочко е омъжена за полския гросмайстор Бартош Сочко. Двойката има три деца – две дъщери и син.